# Brachymeria kassalensis
Brachymeria kassalensis is een vliesvleugelig insect uit de familie bronswespen (Chalcididae). De wetenschappelijke naam is voor het eerst geldig gepubliceerd in 1886 door Kirby.